# Amirabadcultuur
De Amirabadcultuur was een archeologische cultuur van het 2e millennium voor Christus in het gebied van het oude Chorasmië. Het is een cultuur uit de bronstijd die de Tazabagjabcultuur in dit gebied opvolgde. 
De cultuur werd voor het eerst waargenomen aan het Amirabad-kanaal in de jaren veertig, waarvan het zijn naam verkreeg. Sinds 1957 voerdenSovjetarcheologen systematische inspecties uit, waarbij talloze sites van deze cultuur zijn gevonden, maar alleen Jakke Parsan 2 is grotendeels opgegraven.
De Amirabadcultuur werd voor het eerst toegeschreven aan het einde van de 2e millennium tot de 8e eeuw v.Chr. Recenter onderzoek plaatste het echter in de 13e tot 12e eeuw v.Chr.
De cultuur wordt bepaald door het aardewerk, dat nog steeds sterke overeenkomsten vertoont met dat van de Tazabagjabcultuur. Typerend zijn de banden die in het schoudergebied rond de vaten lopen. De meest voorkomende vormen zijn schalen en ronde potten. Sommige vaten zijn versierd met eenvoudige kerfdecoraties, zoals driehoek- en visgraatpatronen. Op basis van het aardewerk zijn twee fasen van de Amirabadcultuur te onderscheiden. 
Kleine vondsten zijn onder meer bronzen pijlpunten. Er werden ook ringen en priemen gemaakt van brons, en kleifiguren van dieren gevonden.
Jakke Parsan 2 is de enige nederzetting die is opgegraven. Er waren 28 rechthoekige woningen, sommige in de grond verdiept, elk bestaande uit slechts één kamer. Meestal bevond zich in het midden van de kamer een haard. Er waren kunstmatige sloten rond de nederzetting, die onderdeel leken te zijn van een irrigatiesysteem. Dit suggereert dat er landbouw werd beoefend, hoewel verder duidelijk bewijs ontbreekt. Onder de dierlijke botten domineren schapen en geiten met ongeveer 50 %, gevolgd door runderen (28,5 %) en paarden (15,5 %).
Necropolissen werden voornamelijk gevonden aan de monding van de Syr Darja. Ze bevonden zich meestal op terrassen en plateaus. Het best onderzochte voorbeeld is de Tagisken-necropolis. Er waren hier zeven grafmonumenten gemaakt van leemsteen. In het midden van de graven bevonden zich rechthoekige grafkamers die ooit met hout waren bekleed. Rond de grafkamers was meestal een cirkel ingebouwd, met eromheen andere, kleinere kamers. De graven werden allemaal uitgeroofd aangetroffen, dus over de behandeling van de doden valt niets te zeggen. De belangrijkste nog aanwezige grafgiften waren aardewerk versierd met ingesneden patronen, dat dicht bij het aardewerk van de Begazy-Dandybajcultuur lag. Onder de metalen voorwerpen werden oorbellen, naalden, sikkelvormige messen, speerpunten en pijlpunten aangetroffen. Het lijkt erop dat de begraafplaats later werd gebruikt door verschillende groepen ruiternomaden, waaronder de mensen van de Begazy-Dandybajcultuur.
Opmerkelijk was de verschijning van een groep rijke mensen die zich een uitgebreide grafconstructie kon veroorloven en zich daarmee onderscheidde van de rest van de bevolking.